# Hökasjön (Älghults socken, Småland)
Hökasjön är en sjö i Uppvidinge kommun i Småland och ingår i Alsteråns huvudavrinningsområde. Sjön är 2,4 meter djup, har en yta på 1,22 kvadratkilometer och är belägen 218 meter över havet. Sjön avvattnas av vattendraget Lillån. Vid provfiske har abborre, gädda och mört fångats i sjön.

## Delavrinningsområde
Hökasjön ingår i det delavrinningsområde (632822-148263) som SMHI kallar för Utloppet av Hökasjön. Medelhöjden är 223 meter över havet och ytan är 7,33 kvadratkilometer. Det finns inga avrinningsområden uppströms utan avrinningsområdet är högsta punkten. Lillån som avvattnar avrinningsområdet har biflödesordning 2, vilket innebär att vattnet flödar genom totalt 2 vattendrag innan det når havet efter 102 kilometer. Avrinningsområdet består mestadels av skog (76 procent). Avrinningsområdet har 1,37 kvadratkilometer vattenytor vilket ger det en sjöprocent på 18,6 procent.